# Jubb al-Safa
Jubb al-Safa (tiếng Ả Rập: جب الصفا; cũng đánh vần là Jeb Safa) là một ngôi làng ở miền nam Syria, thuộc khu vực hành chính của quận Markaz Rif Dimashq của tỉnh Rif Dimashq, nằm ở phía đông Damascus. Các địa phương lân cận bao gồm al-Buwaydah ở phía đông nam, al-Masmiyah ở phía nam, Ghabaghib ở phía tây nam, Kanakir ở phía tây, Khan Dannun ở phía tây bắc, Deir Ali ở phía bắc và Khirbet al-Ward ở phía đông bắc. Theo Cục Thống kê Trung ương Syria (CBS), Beit Sawa có dân số 2.499 trong cuộc điều tra dân số năm 2004.